# Миронова Дагмара Сергіївна
Дагмара Сергіївна Миронова (3 жовтня 1941 , Владивосток  — 24 квітня 2024 , Барнаул ) — радянська і російська політична діячка. Народний депутат СРСР, активіст Алтайського крайового відділення КПРФ.

## Біографія
Народилася 3 жовтня 1941 року в місті Владивосток. Батько — офіцер-прикордонник, мати робоча пекарні.
У 1948 році сім'я переїхала до Уфи, де Дагмара пішла в перший клас. У 1951 році, після смерті батька, сім'я переїхала в село Поломошне Новичихинського району Алтайського краю.
Після 8 класу, Дагмара поїхала в Барнаул, де 27 жовтня 1957 року влаштувалася працювати в ткацький цех на Барнаульський бавовняний комбінат. На посаді ткача, на одному підприємстві, вона пропрацювала 36 років.
Після закінчення виробничого навчання, була поставлена майстром цеху. У 1993 році була звільнена з ХБК у зв'язку зі скороченням штату.
У 30 років Миронова Д. С. була вперше обрана депутатом Барнаульскої міської ради депутатів трудящих, виконувала депутатські повноваження шість скликань. Працювала у складі медичної комісії міськради.
Із 1985 року — секретар Крайової Ради профспілок на громадських засадах.
Померла 24 квітня 2024 року у віці 82 років.

### Народний депутат СРСР
У 1988 році на пленумі ВЦРПС обрана до складу народних депутатів СРСР. На I З'їзді народних депутатів СРСР обрана до складу депутатів Верховної Ради СРСР 12-го скликання.
Член Комітету Верховної Ради СРСР з охорони здоров'я народу.

## Політичні погляди
Член КПРС із 1975 року. Була одним із ініціаторів відновлення Барнаульської міської та Алтайської крайової організацій КПРФ. Неодноразово обиралася до складу крайових і міських керівних органів КПРФ, а також Всеросійського жіночого союзу. Була секретарем Барнаульського міського комітету КПРФ.

## Сім'я
Дочка, син, 2 онуки, 4 правнуки.

## Нагороди
- Ордена Леніна
- Орден «Трудового Червоного Прапора»
- Орден «Знак Пошани»